# Grewia glandulosa
Grewia glandulosa är en malvaväxtart som beskrevs av Vahl. Grewia glandulosa ingår i släktet Grewia och familjen malvaväxter. Inga underarter finns listade i Catalogue of Life.